# Superliga Brasileira de Voleibol Masculino de 1999–00
A sexta edição da Superliga Brasileira de Voleibol ocorrida na temporada de 1999-00 foi um torneio realizado a partir de 7 de dezembro de 1999 até 29 de abril de 2000 por treze equipes representando quatro estados.

## Participantes
Banespa, São Paulo/SP

 Barão, Blumenau/SC

 Bento Vôlei, Bento Gonçalves/RS

 Minas, Belo Horizonte/MG

 Náutico, Araraquara/SP

 Palmeiras, São Paulo/SP

 Santo André, Santo André/SP

 São José, São José/SC

 São Paulo, São Paulo/SP

 Suzano, Suzano/SP

 Unincor, Três Corações/MG

 Ulbra, Canoas/RS

 Unisul, Florianópolis/SC

## Regulamento
- Fase Classificatória:As 13 equipes disputaram partida todas contra todas, em sistema de turno e returno. Após disputada as 24 rodadas, os dois primeiros colocados se classificaram automaticamente para a fase semifinal.
- Playoffs:Os times que ficaram entre terceiro e oitavo lugares foram divididos em dois triangulares. No primeiro, jogaram o terceiro, o quinto e o sexto colocados, no ginásio do terceiro, em turno único. Já o outro grupo teve o quarto, o sétimo e o oitavo, na casa do quarto colocado.

Os campeões dos triangulares enfrentaram nas semifinais os dois primeiros colocados da fase de classificação. As séries semifinais, assim como a série final, aconteceram em melhor de cinco jogos.